# Оксокислоти нітрогену
Оксокислоти нітрогену (рос. оксокислоты азота, англ. nitrogen oxyacids) — відомі оксокислоти азоту відносяться до ступенів окиснення азоту +3 і +5. Найстабільнішою, яка широко виробляється в промисловому масштабі, є нітратна  кислота, ряд інших малостабільні або відомі лише їхні солі.
Нітратна  кислота (англ. nitric acid) N(O)2OH — відноситься до сильних кислот у водних розчинах, чиста кислота самоіонізована:
2HNO3 = NO2++ NO3–+ Н2O
У газовій фазі її молекули плоскі, як і нітрат-йон, що має симетричну будову, атом N y sp2-гібридизації. Кипить з розкладом (83 °С), оксидант, естери вибухові.
Нітритна кислота (англ. nitrous acid) N(O)OH — слабка, нестійка кислота, однак солі її (нітрити) та естери відносно стійкі і важливі в органічному синтезі. Нітрит-йон NO2–нелінійної будови, атом N у sp2-гібридизації.
Гіпонітратна кислота (англ. hyponitric acid) H2N2O3, HONN(О)ОH — нетривка кислота, але відомі її численні комплексні сполуки.
Пероксинітритна  кислота (англ. peroxonitrous acid) N(O)OOH — ізомер нітратної кислоти(N(O)OH+ Н2O2).
Гіпонітритна кислота (англ. hyponitrous acid) H2N2O2, HONNOH — слабка кислота (рКа = 7), помірно стійка у водному розчині. Зазвичай проявляє відновні властивості. Відомий її ізомер—нітрамід, також слабка кислота(H2N–NO2).